# Cozola
Cozola é um gênero de traça pertencente à família Arctiidae.